# Hylarana mocquardi
Hylarana mocquardi är en groddjursart som först beskrevs av Werner 1901.  Hylarana mocquardi ingår i släktet Hylarana och familjen egentliga grodor. Inga underarter finns listade i Catalogue of Life.